# Bisbat de Celaya
Celaya - Diócesis de Celaya (castellà), Dioecesis Celayensis (llatí) - és un bisbat de l'Església catòlica a Mèxic, sufragani de l'arquebisbat de León, i que pertany a la regió eclesiàstica Bajío. La diòcesi de Celaya comprèn gran part de l'estat de Guanajuato. La seu episcopal és la ciutat de Celaya, on hi ha la catedral de Sant Francesc d'Assís. El territori s'estén sobre 8.768 km², i està dividit en 70 parròquies. El 25 de novembre de 2006 passà a formar part de la província eclesiàstica de León. Està regida pel bisbe Benjamín Castillo Plascencia. Al 2013 tenia 1.516.000 batejats sobre una població de 1.658.000 habitants.

La diòcesi va ser erigida el 13 d'octubre de 1973 mitjançant la butlla Scribae illi del Papa Pau VI, prenent el territori del bisbat de León (avui arquebisbat) i de l'arquebisbat de Morelia. Originàriament era sufragània de l'arquebisbat de San Luis Potosí.

## Episcopologi
- Victorino Álvarez Tena † (14 de febrer de 1974 - 4 de novembre de 1987 mort)
- Jesús Humberto Velázquez Garay † (28 d'abril de 1988 - 26 de juliol de 2003 renuncià)
- Lázaro Pérez Jiménez † (26 de juliol de 2003 - 25 d'octubre de 2009 mort)
- Benjamín Castillo Plascencia, des del 29 d'abril de 2010

## Demografia
A finals del 2013 la diòcesi tenia 1.516.000 batejats sobre una població de 1.658.000 persones, equivalent al 91,4% del total.
| any  | població  | població  | població | sacerdots | sacerdots       | sacerdots       | sacerdots             | diaques | religiosos | religiosos | parròquies |
| ---- | --------- | --------- | -------- | --------- | --------------- | --------------- | --------------------- | ------- | ---------- | ---------- | ---------- |
| any  | batejats  | total     | %        | total     | clergat secular | clergat regular | batejats por sacerdot | diaques | homes      | dones      |            |
| 1976 | 560.000   | 565.000   | 99,1     | 146       | 102             | 44              | 3.835                 |         | 57         | 453        | 30         |
| 1980 | 693.000   | 730.000   | 94,9     | 147       | 101             | 46              | 4.714                 |         | 56         | 453        | 48         |
| 1990 | 976.000   | 1.038.000 | 94,0     | 155       | 102             | 53              | 6.296                 |         | 71         | 440        | 52         |
| 1999 | 1.143.410 | 1.158.561 | 98,7     | 192       | 140             | 52              | 5.955                 |         | 69         | 485        | 61         |
| 2000 | 1.183.429 | 1.195.634 | 99,0     | 203       | 149             | 54              | 5.829                 |         | 68         | 552        | 62         |
| 2001 | 1.137.456 | 1.218.341 | 93,4     | 211       | 152             | 59              | 5.390                 |         | 79         | 527        | 62         |
| 2002 | 1.130.882 | 1.224.454 | 92,4     | 210       | 153             | 57              | 5.385                 | 1       | 125        | 541        | 62         |
| 2003 | 1.208.161 | 1.285.386 | 94,0     | 208       | 159             | 49              | 5.808                 | 1       | 116        | 538        | 63         |
| 2004 | 1.253.888 | 1.417.607 | 88,5     | 208       | 159             | 49              | 6.028                 |         | 107        | 557        | 63         |
| 2005 | 1.372.326 | 1.519.061 | 90,3     | 225       | 164             | 61              | 6.099                 | 3       | 111        | 542        | 64         |
| 2007 | 1.403.000 | 1.544.000 | 90,8     | 225       | 162             | 63              | 6.235                 |         | 92         | 528        | 65         |
| 2013 | 1.516.000 | 1.658.000 | 91,4     | 236       | 167             | 69              | 6.423                 |         | 83         | 377        | 70         |